# Rudolf Rabl
Rudolf "Rudl" Rabl (23. března 1889 Jindřichův Hradec, Čechy – 20. srpna 1951 Newcastle, Anglie) byl český právník a během druhé světové války součástí československé exilové vlády v Londýně. Livia Rothkirchen popsala Rabl jako člena „smetánky kulturní elity“ v Evropě. Rabl studoval právo na různých univerzitách, včetně Univerzity Karlova v Praha. V roce 1933 Rabl jednal jménem německých Židů, kteří si přáli uprchnout z Německa do Československa. Jako Žid uprchl Rabl z Československa kvůli nacistickému pronásledování a nacisté mu v dokumentech dali jméno „Dr. Jur Rudolf Israel Rabl“. Jeho majetek byl zabaven. Rabl měl komunistické sympatie.